# Bustablado (Cabezón de la Sal)
Bustablado es una localidad española del municipio de Cabezón de la Sal, perteneciente a la comunidad autónoma de Cantabria.

## Geografía
La localidad está situada en una hondonada, a 240 m s. n. m. Se encuentra a 5 kilómetros de la capital municipal.

## Historia
Bustablado ya aparecía como una de las ocho aldeas que formaban el distrito administrativo del valle de Cabezón, dentro de la merindad de Asturias de Santillana, en el Becerro de las Behetrías de 1352.
Durante el Trienio Constitucional (1820-1823), Bustablado, lo mismo que Duña, pasó a Alfoz de Lloredo. Hacia mediados del siglo XIX, el lugar, ya por entonces perteneciente al municipio de Cabezón de la Sal, tenía contabilizada una población de 102 habitantes. Aparece descrito en el cuarto volumen del Diccionario geográfico-estadístico-histórico de España y sus posesiones de Ultramar de Pascual Madoz con las siguientes palabras:

BUSTABLADO: l. en la prov. y dióc. de Santander (7 leg.), part. jud. del valle de Cabuérniga (2), aud. terr. y c. g. de Burgos (24 1/2), ayunt. de Cabezon de la Sal: sit. en una hondonada, con libre ventilacion y clima sano. Cuenta 20 casas inclusas las de su Barrio de Duña; escuela de primeras letras, comun al l. de Toporias á la que asisten 36 niños de ambos sexos, y dotada con 1,100 rs. pagados 500 del producto de un molino harinero que tiene en jurisd. de Hontoria, y el déficit por reparto entre los vec.; igl. parr. (Sta. Eulalia), servida por un cura; y una fuente de esquisitas aguas que aprovechan los vec. para su consumo doméstico, la cual puede ademas citarse como un especifico contra las intermitentes, que en algun tiempo afligieron á la mayor parte de los pueblos de la prov.; pues que no se conce haya sido nadie de los que la usan, atacado por semejante enfermedad, ni dejado de verse libre de ella los que padeciéndola han probado sus aguas. Confina N. Novales; E. Casar de Periedo; S. Hontoria, y O. Udias. Su terreno es montuoso y de poca estension. Por las partes del E. y O. pasan bañando al l. 2 arroyos que reunidos á la salida, se introducen por una caverna que recorren ocultamente por espacio de una leg., volviendo á aparecer junto á Novales: sobre dicha caverna se remontan 2 peñas de mas de 120 pies de elevacion, en cuya eminencia estan sit. las 2 principales eras del pueblo. Los caminos locales, y en estado regular. prod., maiz, alubias, patatas y nabos de mucha nombradia: cria ganado vacuno y lanar, y alguna caza y pesca. pobl. 20 vec., 102 alm. contr. con el ayunt.
(Madoz, 1846, p. 676)

En 2023, la entidad singular de población de Bustablado tenía empadronados 57 habitantes, todos ellos en el núcleo de población de ese nombre.

## Patrimonio
Del siglo XVII son la iglesia parroquial, bajo la advocación de Santa Eulalia, y una ermita dedicada a San Roque, en la que se celebra cada año la fiesta de Los Pobres los días 15 y 16 de agosto.